# Římskokatolická církev v Portugalsku
Římskokatolická církev v Portugalsku je největší organizovanou náboženskou skupinou Portugalska; hlásí se k ní velká většina obyvatel (přinejmenším 80 %).

## Struktura

Mapa diecézí v Portugalsku (tmavě vyznačeny arcidiecéze)

Portugalsko se člení na tři církevní provincie složené celkem z dvaceti diecézí. Organizačně mimo provincie stojí vojenský ordinariát. Lisabonský arcibiskup užívá titulu Patriarcha lisabonský.
- Patriarchát lisabonský (zal. 4. stol., arcibiskupství 1394) se sufragánními diecézemi:
  - Diecéze Guarda (zal. 6. stol.)
  - Diecéze Funchal (zal. 1514, 1533-1551 arcibiskupství) – zahrnuje Madeiru
  - Diecéze Angra (zal. 1534) – zahrnuje Azory
  - Diecéze Portalegre-Castelo Branco (zal. 1550)
  - Diecéze Leiria-Fátima (zal. 1918)
  - Diecéze Santarém (zal. 1975)
  - Diecéze Setúbal (zal. 1975)

- Arcidiecéze Braga (zal. 4. stol., arcib. 12. stol.) se sufragánními diecézemi:
  - Diecéze Porto (zal. 4. stol.)
  - Diecéze Coimbra (zal. 6. stol.)
  - Diecéze Viseu (zal. 572)
  - Diecéze Lamego (zal. 12. stol.)
  - Diecéze Bragança-Miranda (zal. 1770)
  - Diecéze Vila Real (zal. 1922)
  - Diecéze Aveiro (zal. 1938)
  - Diecéze Viana do Castelo (zal. 1977)

- Arcidiecéze Évora (zal. 4. stol., arcib. 1540) se sufragánními diecézemi:
  - Diecéze Faro (zal. 1577)
  - Diecéze Beja (zal. 1770)

- Vojenský ordinariát Portugalska

## Fotogalerie

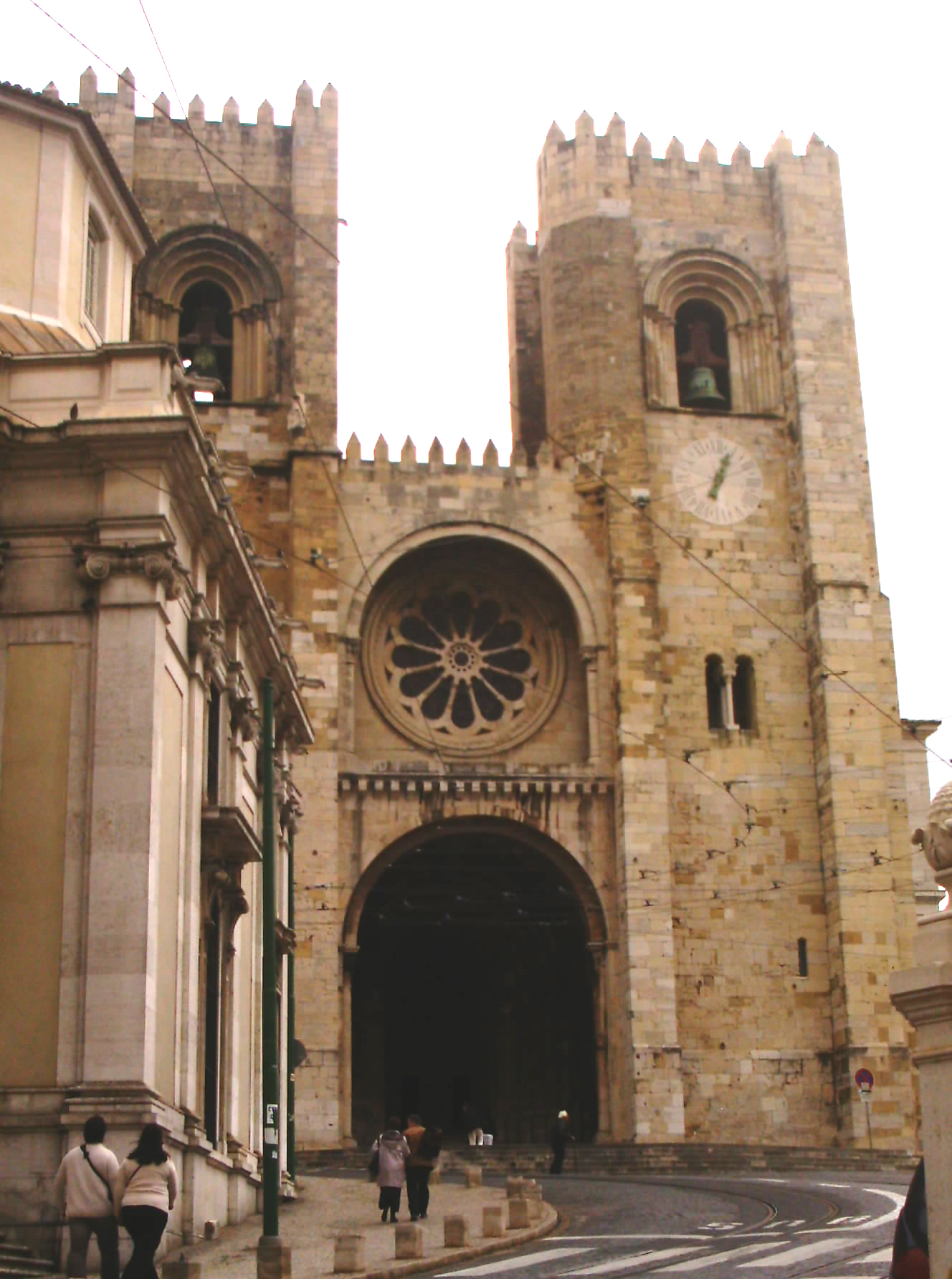
Lisabonská katedrála
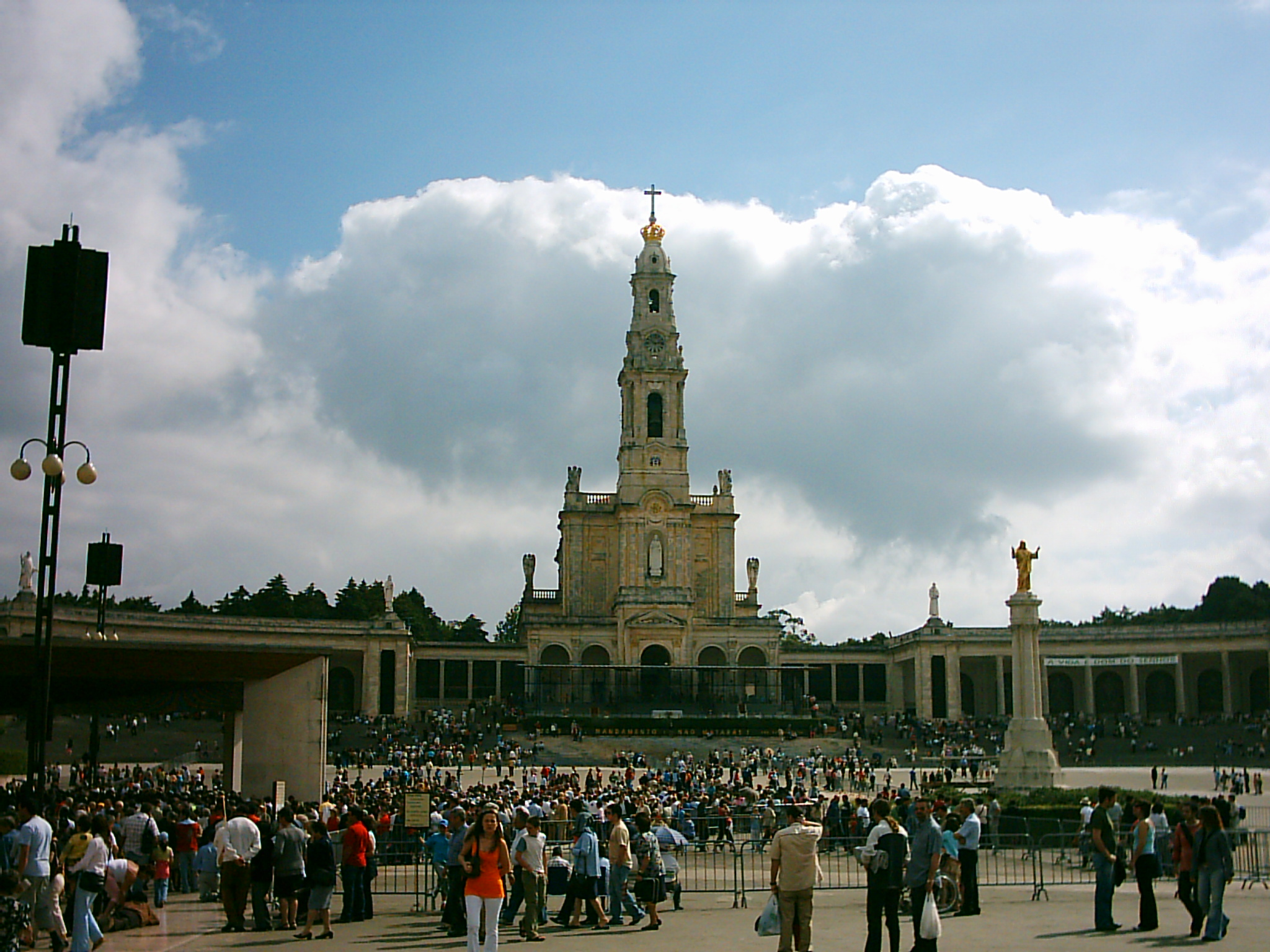
Poutní místo Fatima
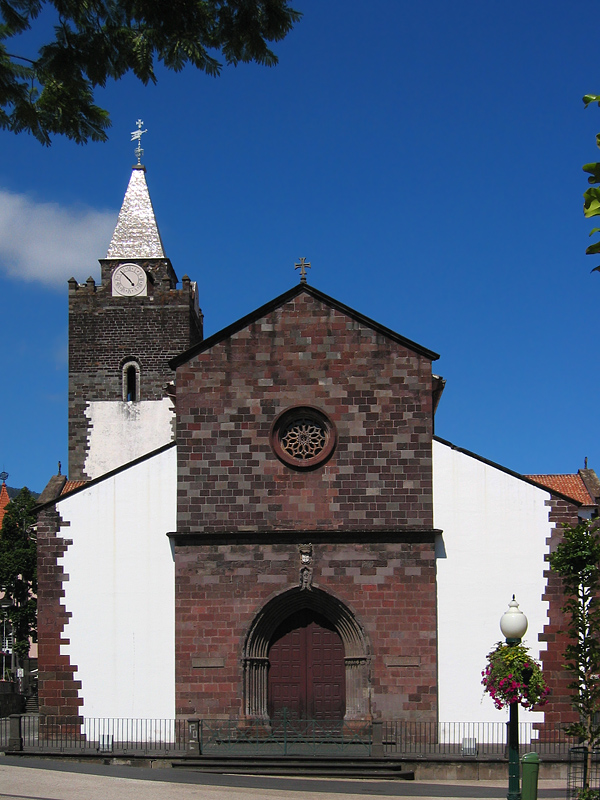
Katedrála ve Funchalu na Madeiře
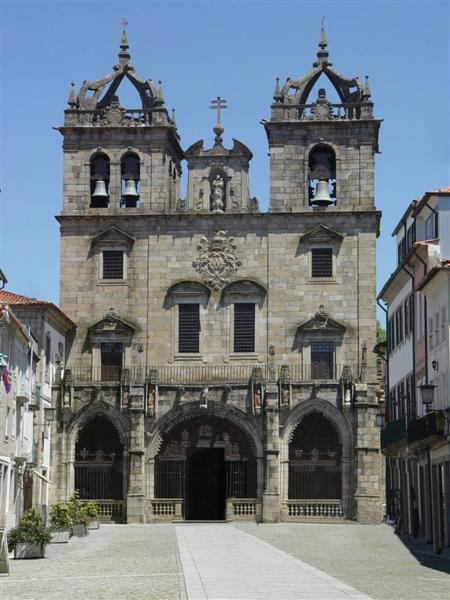
Katedrála v Braze
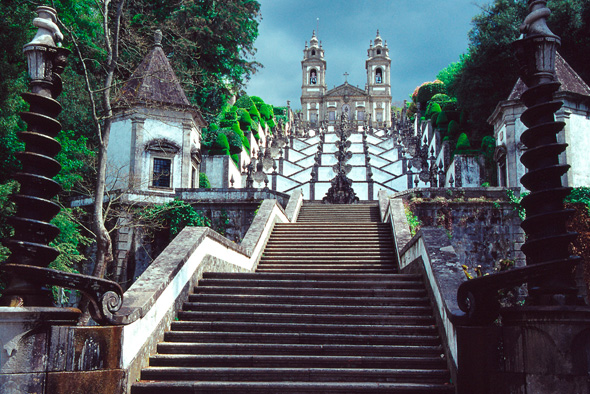
Poutní místo Bom Jesus do Monte u Bragy
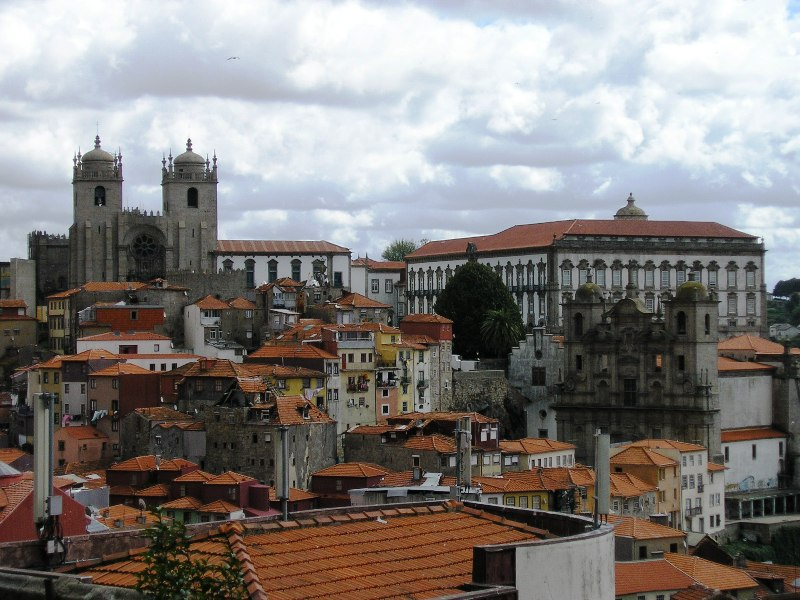
Katedrála v Portu (vlevo)
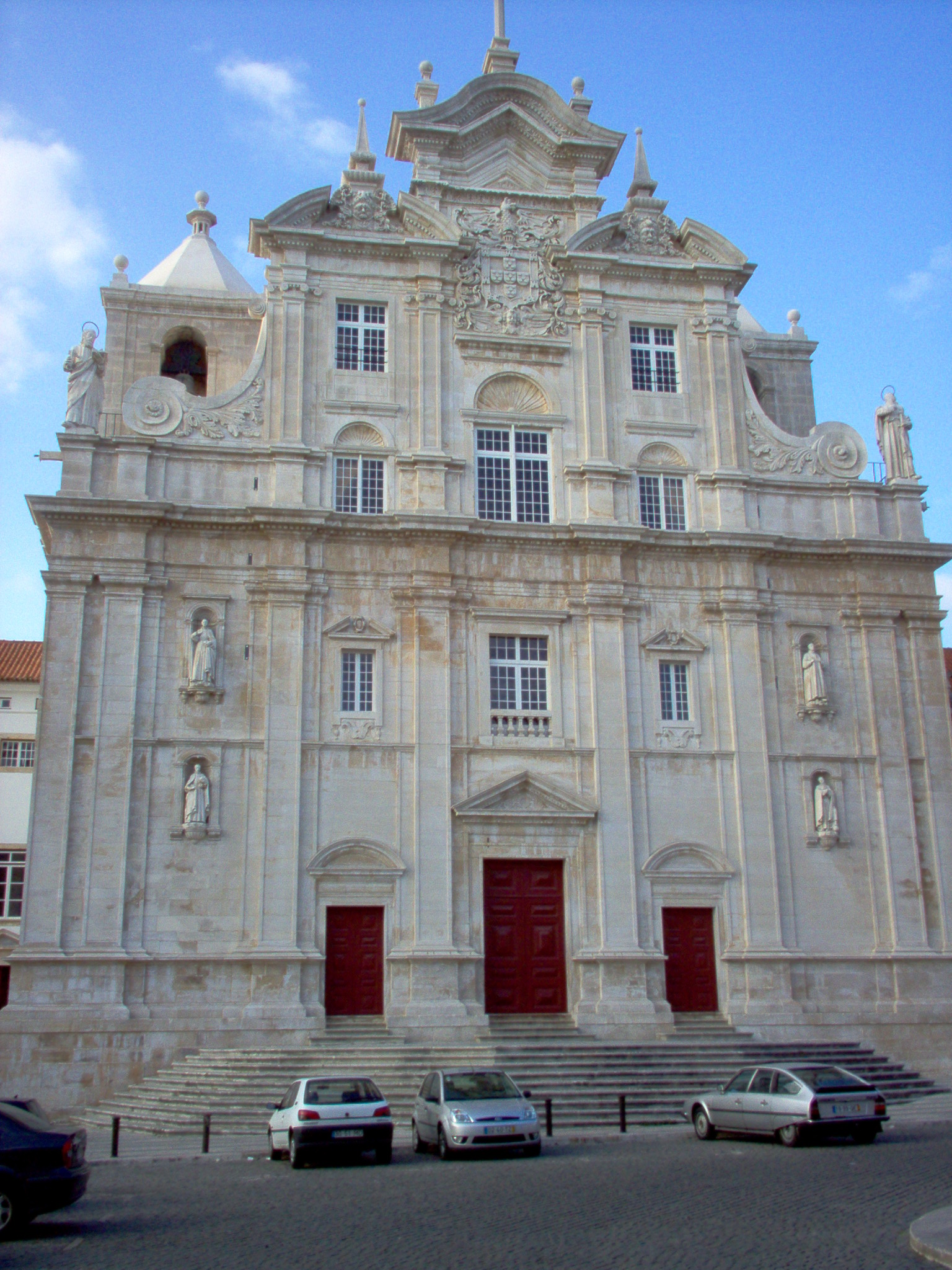
Nová katedrála v Coimbře
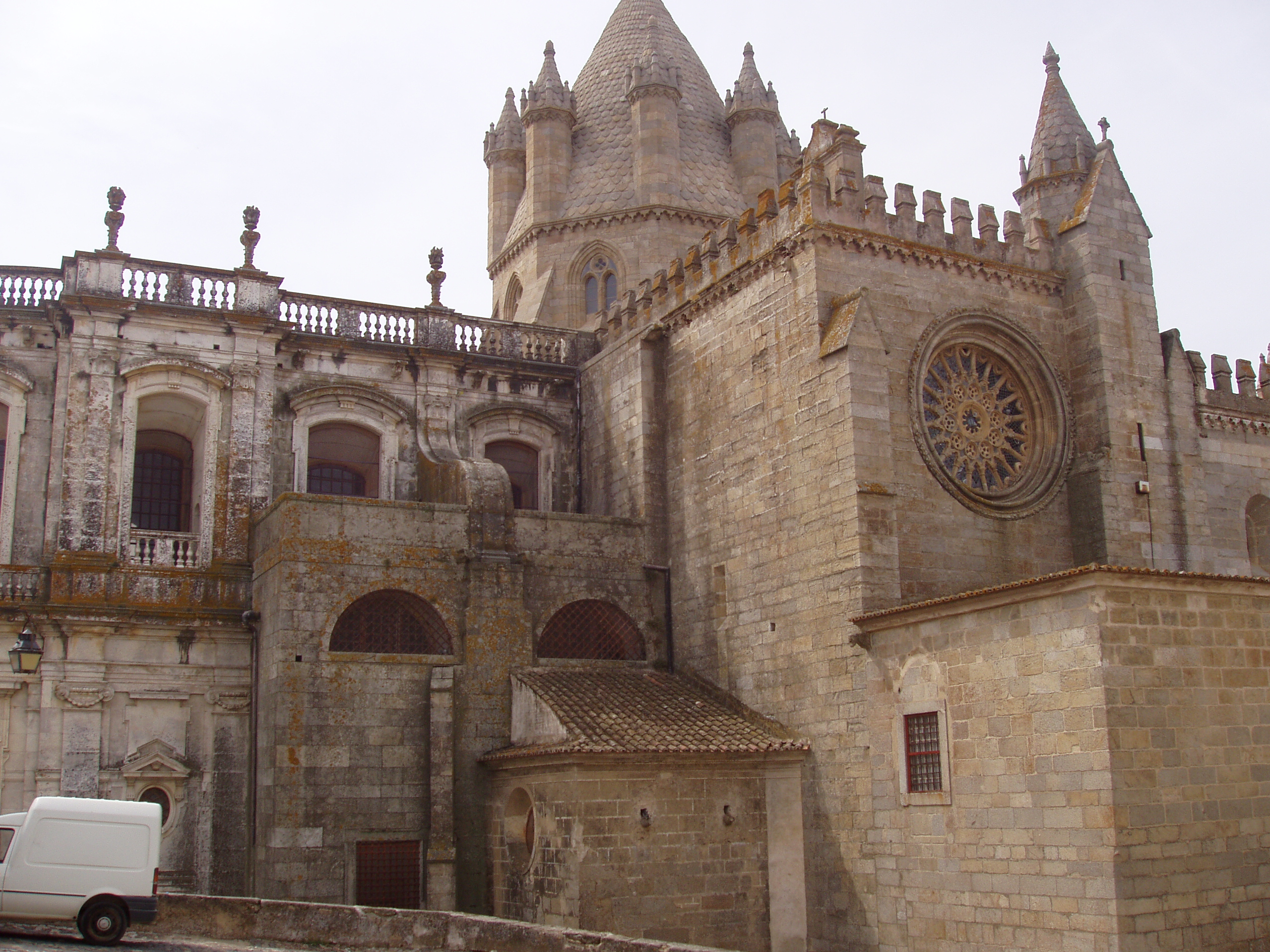
Katedrála v Évoře